# Селище (Вишневский сельсовет)
Се́лище (бел. Се́лішча, пол. Sieliszcze) — деревня в Сморгонском районе Гродненской области Белоруссии. Входит в состав Вишневского сельсовета, до 2016 года входила в состав Войстомского сельсовета.
Расположена у восточной границы района к северу от реки Зуста. Расстояние до районного центра Сморгонь по автодороге — около 21,5 км, до центра сельсовета агрогородка Войстом по прямой — чуть менее 1,5 км. Ближайшие населённые пункты — Великополье, Войстом, Катриново. Площадь занимаемой территории составляет 0,0528 км², протяжённость границ 1220 м.

## Название
Название произошло от слова селище — место, на котором когда-то было поселение.

## История
Деревня отмечена на карте Шуберта (середина XIX века) под названием Углище в составе Войстомской волости Свенцянского уезда Виленской губернии. В 1865 году Селище насчитывало 20 ревизских душ. Входило в состав имения Войстом.
После Советско-польской войны, завершившейся Рижским договором, в 1921 году Западная Белоруссия отошла к Польской Республике и деревня была включена в состав новообразованной сельской гмины Войстом Свенцянского повета Виленского воеводства. 1 января 1926 года гмина Войстом была переведена в состав Вилейского повета.
В 1938 году Селище насчитывало 11 дымов (дворов) и 57 душ.
В 1939 году, согласно секретному протоколу, заключённому между СССР и Германией, Западная Белоруссия оказалась в сфере интересов советского государства и её территорию заняли войска Красной армии. Деревня вошла в состав новообразованного Сморгонского района Вилейской области БССР. После реорганизации административного-территориального деления БССР деревня была включена в состав новой Молодечненской области в 1944 году. В 1960 году, ввиду новой организации административно-территориального деления и упразднения Молодечненской области, Селище вошло в состав Гродненской области.

## Население
| 1938 | 1999 | 2009 |
| ---- | ---- | ---- |
| 57   | 33   | 26   |

## Транспорт
Через деревню проходит грунтовая автомобильная дорога местного значения Н7926 Войстом — Селище. Также через деревню проходит маршрут рейсового автобуса Сморгонь — Войстом.